# Marcel Parent
Marcel Parent (París, 25 de octubre de 1934) es un deportista francés que compitió en esgrima, especialista en la modalidad de sable. Ganó tres medallas de bronce en el Campeonato Mundial de Esgrima entre los años 1965 y 1967.

## Palmarés internacional
| Campeonato Mundial | Campeonato Mundial | Campeonato Mundial | Campeonato Mundial |
| Año                | Lugar              | Medalla            | Prueba             |
| ------------------ | ------------------ | ------------------ | ------------------ |
| 1965               | París (Francia)    | Medalla de bronce  | Sable por equipos  |
| 1966               | Moscú (URSS)       | Medalla de bronce  | Sable por equipos  |
| 1967               | Montreal (Canadá)  | Medalla de bronce  | Sable por equipos  |